# Bisuschio
Bisuschio – miejscowość i gmina we Włoszech, w regionie Lombardia, w prowincji Varese.
Według danych na rok 2004 gminę zamieszkiwały 3794 osoby, 542 os./km².